# Gia tộc Oda
Gia tộc Oda (織田氏 (Chức Điền thị) Oda-shi) là một gia đình daimyo Nhật Bản, đã từng là một thế lực chính trị quan trọng trong việc thống nhất Nhật Bản vào giữa thế kỷ 16. Mặc dù họ đạt đến tột đỉnh danh vọng dưới thời Oda Nobunaga nhưng nhanh chóng tuột dốc sau đó, vài chi của gia đình này vẫn còn giữ địa vị daimyo cho đến thời Minh Trị Duy Tân.

## Lịch sử